# Owrens sjukdom
Owrens sjukdom innebär brist på koagulationsfaktor V. Sjukdomen är uppkallad efter den norske hematologen Paul Arnor Owren.
Owren upptäckte 1943 denna sjukdom i Norge. Koagulationsfaktor V är viktig för blodets koagulation. Ämnet cirkulerar omkring och är inaktivt, och omvandlas under koagulationen till den aktiva kofaktorn faktor Va (där a står för den aktiverade faktorn). Denna faktor bildar tillsammans med faktor Xa protombinasekomplexet. Det är detta som är ansvarigt för den snabba omvandlingen av ett protrombin som kallas zymogen till det aktiva trombinet serinproteas. Detta trombin klyver i sin tur fibrinogen för att bilda fibrin vilket leder till det slutgiltiga steget av koaguleringen, nämligen bildandet av en fibrinplugg.